# Wilhelm Bousset
Johann Franz Wilhelm Bousset, född 3 september 1865, och död 8 mars 1920, var en tysk teolog.
Bousset blev professor i Nya testamentets exegetik i Göttingen 1896 och 1916 i Giessen. Bousset var en av den så kallade religionshistoriska skolans främsta forskare. Han presenterade nya arbeten om den jämförande religionshistorien, särskilt i fråga om judendomen, gnosticismen och urkristendomen, vars förbindelser med hellenismen han starkt betonade. 
Bland hans främsta verk märks Die Religion des Judentums (1902), Die jüdische Apokalytik (1903), Die Hauptprobleme der Gnosis (1907), Kyrios Christos (1913). Postumt utkom Apophthegmata: Studien zur Geschichte des ältesten Mönchtums (1923). Av hans mer populärvetenskapliga arbeten märks Das Wesen der Religion (1903), Jesus (1904).

## Böcker på svenska
- Religionens väsen framställdt i dess historia (Das Wesen der Religion dargestellt an ihrer Geschichte) (översättning Hugo Hultenberg, Seligmann, 1904)
- Jesus (Jesus) (okänd översättare, Chelius, 1906)
- Om livets mening: betraktelser (översättning August Carr, Geber, 1924)